# Sixteen (canção de Ellie Goulding)
"Sixteen" é uma música da cantora inglesa Ellie Goulding, lançada em 12 de abril de 2019 pela Polydor Records como terceiro single de seu quarto álbum de estúdio, Brightest Blue. Foi co-escrita por Goulding com o auxílio de Raye e Fred, sendo produzida por Ian Kirkpatrick, Fred e Mike Wise. Goulding disse que a música é sobre os "dias imprudentes da adolescência".

## Composição
"Sixteen" é uma música dance-pop com uma batida eletrônica que fala dos "dias imprudentes da adolescência". Está escrito na tecla A-flat maior com um ritmo de 110 batidas por minuto.

## Promoção
Goulding anunciou a música nas redes sociais em 11 de abril de 2019, também postando que ela compilou a arte da capa das fotos de amigos de quando tinham dezesseis anos de idade.

## Vídeo de música
O videoclipe foi lançado em abril de 2019.
Em 14 de junho de 2019, uma versão acústica da música foi lançada com um vídeo monocromático que o acompanha.

## Lista de faixas
Download digital
1. "Sixteen" – 3:21

Download digital & streaming – Don Diablo Remix
1. "Sixteen" (Don Diablo Remix) – 3:13

Download digital & streaming – 99 Souls Remix
1. "Sixteen" (99 Souls Remix) – 3:32

Download digital & streaming – Acústico
1. "Sixteen" (Acoustic) – 3:09

## Créditos
Créditos adaptados do TIDAL.
- Ellie Goulding - vocal, compositora, letrista, artista associada
- Joe Kearns - vocal, compositor, letrista, pessoal de estúdio, produtor vocal, engenheiro vocal, artista associado
- Rachel Keen - compositora, letrista
- Fred Again - compositor, letrista, produção
- Ian Kirkpatrick - produção, co-produtor
- Mike Wise - produção
- Serban Ghenea - mixagem, pessoal de estúdio
- John Hanes - assistente de mixagem, pessoal de estúdio
- Randy Merrill - engenheiro de masterização, pessoal de estúdio
- John Hanes - assistente de mixagem, pessoal de estúdio

## Certificações
| País                                                                        | Certificação | Certificações e vendas |
| --------------------------------------------------------------------------- | ------------ | ---------------------- |
| Reino Unido (BPI)                                                           | Prata        | 200,000^               |
| ^apenas com base na certificação ‡vendas+streaming com base na certificação |              |                        |